# Albert Lacombe
Pour les articles homonymes, voir Lacombe.
 (octobre 2011).
Albert Lacombe, de la congrégation des Oblats, né à Saint-Sulpice dans le comté de L'Assomption au Québec le 28 février 1827 et mort à Midnapore, à quelques milles de Calgary, en Alberta le 12 décembre 1916, est une figure des missions de l'Ouest.
Il fut un contemporain de Mgr Bourget et de Mgr Taché. Les villes de Saint-Albert et de Lacombe ont reçu leur nom en l'honneur du saint patron du Père Lacombe.

## Études et sacerdoce
Ses études faites au Collège de l'Assomption, le jeune Albert s'était tout de suite destiné au sacerdoce et il entra dans le clergé séculier. Ordonné prêtre à Saint-Hyacinthe, par Mgr Bourget, le 13 juin 1849, il partit, le 1er août, pour les missions de l'Ouest. C'était cinq ans après Mgr Laflèche et quatre ans après Mgr Taché. Il passe là, sous Mgr Provencher, un peu plus d'un an. Aux approches de l'hiver de 1850-1851, il revient dans son diocèse de Montréal et est pendant quelques mois vicaire à Berthier. Mais, ayant vu de près les Oblats de Marie-Immaculée à l'œuvre dans l'Ouest, il est revenu à Montréal avec l'intention d'entrer dans leur congrégation.

## Vœux
En mars 1852, à Sorel, il a l'occasion de rencontrer Mgr Taché, tout jeune évêque, et les choses s'arrangent selon son désir. À la fin de juin, en ayant obtenu l'autorisation de Mgr Bourget, il repart avec Mgr Taché pour les lointaines missions. Il fait son noviciat, par privilège, à la mission Sainte-Anne, sous la direction du Père Rémas, et, le 17 septembre 1854, il prononce ses vœux d'Oblat. Ce sera ensuite, pour plus de soixante ans, une vie de missionnaire qu'il choisit.

## Missions
En 1861, le père Lacombe fonde Saint-Albert. Quelques années plus tard, il redevient missionnaire itinérant. Il s'installe notamment parmi les Pieds-noirs, alors frappés par une épidémie de variole. Lacombe lui-même passe près de succomber à la maladie. Il est sauvé par un aventurier rencontré du nom de Jean L'Heureux, qui deviendra un personnage important dans les négociations entre les autorités fédérales et les autochtones, notamment lors de la révolte des Métis.
Il revient à Montréal en 1871 pour y recueillir des fonds. Il en profite pour faire publier son Dictionnaire et grammaire de la langue crise. Au fil des ans, Lacombe fera paraître différents ouvrages comme Échelle de la Bible, un Catéchisme illustré à l’usage des Indiens, un Livre de prières, un Recueil de cantiques, un Sermonnaire, un Nouveau Testament ainsi qu'un Catéchisme en langue saulteuse. Ces ouvrages seront tous publiés chez un éditeur montréalais, Beauchemin et Valois.
En 1873, il entreprenait son premier voyage en Europe, dans le dessein de publier à Paris — ce qu'il fit — une grammaire et un dictionnaire de la langue des Cris. Il fait le pèlerinage de Lourdes, se rend à Rome et jusqu'en Terre Sainte. C'est au cours de ce voyage qu'il connaît le cardinal Manning à Londres et Louis Veuillot à Paris. À Rome, il est admis en audience auprès de Pie IX. À son retour dans l'Ouest, en juillet 1874, il est nommé par Mgr Taché, curé de Sainte-Marie de Winnipeg.
En 1879, il fait un deuxième voyage en Europe et se rend encore cette fois à Rome où il est reçu à plusieurs reprises par Léon XIII. À l'automne de 1880, tout en restant attaché à sa cure de Winnipeg, il est chargé de la desserte spirituelle des nombreux ouvriers catholiques employés à la construction du Canadien Pacifique. En avril 1882, à sa grande joie, il se voit assigné à son ancienne mission de Saint-Albert, ayant toujours à s'occuper, entre-temps, des travailleurs du grand chemin de fer. Il s'intéresse beaucoup, par ailleurs, au succès de cette vaste entreprise. C'est grâce à lui, par exemple, qu'on put convaincre les Pieds-Noirs à laisser passer « la ligne » sur leur territoire.
Les autorités du Canadien Pacifique reconnaissent ses bons services et lui offre un passage gratuit à vie pour voyager dans leurs wagons de luxe. On a même raconté qu'un jour, en août 1884, lord Stephen lui céda pour quelques heures la présidence de la compagnie![réf. nécessaire]
Le soulèvement des Métis de Louis Riel, en 1885, occasionne au père Lacombe bien des soucis et des démarches. C'est son influence qui maintient Crowfoot (Pied-de-Corbeau) et ses Pieds-Noirs, à cette époque, dans la loyauté aux autorités fédérales. Ils seront invités en 1887, avec ce même Crowfoot et d'autres chefs autochtones, à Ottawa, à Montréal et à Québec. Il a à s'occuper également, en 1890 et en 1900, d'abord avec Mgr Taché, puis avec Mgr Langevin, qu'il accompagne à Ottawa, de la question des écoles françaises au Manitoba. Il aide les deux archevêques dans leur défense de cette cause.
En 1887 et en 1892, dans le dessein d'aider à la colonisation, il organise d'importants voyages de plusieurs évêques et autres personnages de l'Est vers l'Ouest. De Québec à Victoria du juge Basile Routhier raconte celui de 1892.
En 1896, il cofonde avec le missionnaire Adéodat Thérien, la communauté métisse de Saint-Paul-des-Métis. Le père Albert Lacombe organise la colonisation. Mais déjà âgé, il confie au père Adéodat Thérien la tâche d’organiser et de maintenir la colonie.
En 1899, lors de la course des chercheurs d'or au Klondike, il sert d'interprète, à la demande du gouvernement d'Ottawa, à la commission royale chargée de négocier avec les tribus autochtones dont les blancs envahissaient les territoires. Il célèbre ses noces d'or sacerdotales, pendant ce voyage, sous la tente, à soixante milles au nord d'Athabaska.   
En 1900-1901, déjà septuagénaire, il entreprend, à la demande de Mgr Langevin, dans l'intérêt surtout des Ruthènes émigrés au Canada, son troisième voyage en Europe. Il est reçu au Vatican par Léon XIII et à la cour d'Autriche par l'empereur François-Joseph. En 1904-1905, il fait un dernier voyage à Rome et se rend jusqu'en Terre Sainte. Sa dernière œuvre est la fondation, à 82 ou 83 ans, de son foyer, le Lacombe Home de Midnapore, pour les Métis pauvres, à neuf milles au sud de Calgary. La générosité d'un riche canadien d'origine irlandaise, le sénateur Patrick Burns, et une dernière tournée de quêtes dans la province de Québec lui permettent d'assurer cette œuvre qu'il confie aux bonnes Sœurs de la Providence de Montréal.
Vers le même temps, par obéissance à ses supérieurs, il dicte ses « mémoires » à une Sœur de la Providence. Un ouvrage intitulé Le père Lacombe, l’homme au bon cœur paraît en 1916, quelques années après une édition anglaise publiée en 1910.
En 1909, il fête, à Midnapore, ses noces de diamant de prêtrise. En 1912, à 85 ans, il fait son dernier voyage dans sa province natale. Il y vit encore quelques années. Le 12 décembre 1916, il décède à Midnapore.

## Postérité
- Le 1er juillet 1929, on lui élève, à Saint-Albert, aux portes d'Edmonton, où reposent ses restes mortels, un monument qui perpétue son souvenir.

- Nancy Huston, dans Cantique des plaines en dresse un portrait, aux pages 303-308 de l'édition de poche.

- L’épisode 41 de la série documentaire « De remarquables oubliés - Les pionniers » de Radio Canada, diffusé le 28 octobre 2022, lui est dédié (« Père Albert Lacombe. la bonté incarnée »)

## Sources
- Élie-J. Auclair, Figures canadiennes. A. Lévesque, Montréal 1933 (OCLC 2786634)
- Albert Lacombe sur L'Encyclopédie canadienne
- Albert Lacombe sur le Dictionnaire biographique du Canada
- Mission oblat de Saint-Paul-des-Métis

## À lire
- (fr) Daniel Poliquin: Albert Lacombe, en Bâtisseurs d'Amérique: Des canadiens français qui ont faite de l'histoire. La Presse, Montréal 2016 pp 17 – 34
  - (en) Legacy. How french Canadians shaped North America. Dir. André Pratte, Jonathan Kay. McClelland & Stewart, Toronto 2016; réimpr. 2019  (ISBN 0771072392) pp 17 – 34